# E-ZPass
E-ZPassは、電子的な料金徴収システムで、有料道路、トンネル、橋で使う。アメリカ北東部で使用されているが、同様に北部カリフォルニア、イリノイでも導入されている。The E-ZPass Interagency Group (IAG)は1987年以来、16州の38団体が加盟しており、同じ技術を用い旅行者に便利なよう有料道路などで料金徴収を行なっている。この技術はイリノイ州ではI-Pass、北部カリフォルニアではNC Quick Passという名称でサービスを行っている。
今後も全米での統一規格にすべく各地域の無線料金徴収システムと統合や互換性などについて議論が行われている。
日本のETCと似た技術だが、構造や徴収の仕方などは異なっており互換性はない。